# Gare de Jacques-Monod-la-Demi-Lieue
La halte de Jacques-Monod-la-Demi-Lieue est une ancienne halte ferroviaire française de la ligne du Havre-Graville à Tourville-les-Ifs, située sur le territoire de la commune de Montivilliers, dans le département de la Seine-Maritime, en région Normandie.
C'est une halte de la Société nationale des chemins de fer français (SNCF), qui n'est plus desservie depuis septembre 2024, mais qui sera réutilisée par la ligne C du tramway du Havre en 2027.

## Situation ferroviaire
Établie à 6 mètres d'altitude, la gare de Jacques-Monod-la-Demi-Lieue est située au point kilométrique (PK) 225,632 de la ligne du Havre-Graville à Tourville-les-Ifs (fermée), entre les gares d'Harfleur-Halte et de Montivilliers.

## Histoire
En 1987, elle prend le nom de Jacques-Monod-la-Demi-Lieue.[Quand ?]
Le 3 septembre 2001, la relation TER qui dessert la gare a pris le nom de « Lézard'express régionale (LER) » (car la ligne suit la vallée de la Lézarde). Bien qu'elle soit exploitée par la SNCF, elle est intégrée au réseau de transport en commun de l'agglomération havraise, ce qui permet aux voyageurs de choisir entre un titre de transport SNCF ou un billet du réseau des transports urbains de la ville. La halte a fait l'objet de travaux afin de pallier le fort dénivelé entre la ligne de chemin de fer et le centre hospitalier Jacques-Monod, pour la rendre ainsi accessible aux personnes à mobilité réduite ; ce chantier a été financé par la CODAH, coexploitante de la ligne LER.
En 2015, la SNCF estime sa fréquentation annuelle à 16 060 voyageurs.
La liaison ferroviaire Le Havre – Montivilliers – Rolleville (réseau TER Normandie), desservant la gare, est supprimée en septembre 2024, pour être ultérieurement remplacée jusqu'à Montivilliers par la ligne C du tramway (dont la mise en service est prévue en 2027 ; des autobus assurent une substitution jusqu'à cette échéance). Le site de la halte accueillera ainsi la station Hôpital Jacques Monod, nonobstant une légère correction du tracé de la plate-forme.